# Fortezza di Pietro e Paolo

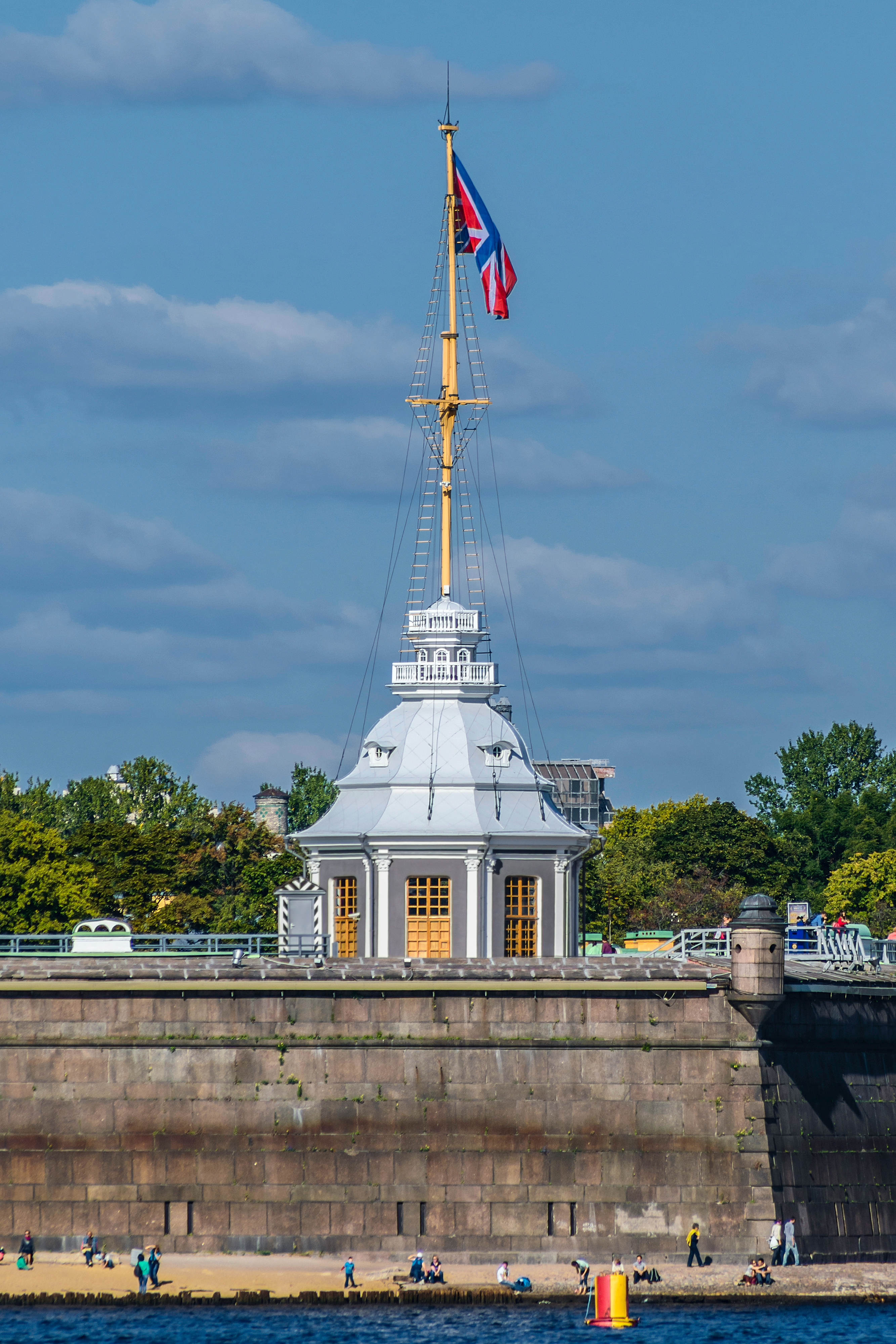
Torre della Bandiera, con la bandiera di bompresso della Marina russa

La  fortezza di Pietro e Paolo (in russo Петропавловская крепость?, Petropavlovskaja krepostʾ), nota anche come la Bastiglia russa, è la cittadella di San Pietroburgo (Russia), edificata a partire dal 1703 su progetto dall'architetto Domenico Trezzini, per ordine di Pietro il Grande. La posa della prima pietra avvenne il 27 maggio (16 maggio secondo il calendario giuliano) del 1703 sull'isola delle Lepri, sul fiume Neva. All'interno della fortezza si trovano la cattedrale dei Santi Pietro e Paolo, il mausoleo dei Granduchi, il Museo storico di San Pietroburgo e il Museo dello spazio e della tecnologia missilistica.

## Storia
La fortezza nacque come cittadella strategica durante la Grande guerra del nord. Pietro il Grande commissionò all'architetto Domenico Trezzini una fortezza contenente al suo interno una cattedrale nella quale sarebbero state sepolte le sue spoglie e quelle dei suoi successori. Sarebbe poi seguita la costruzione della nuova città che, dedicata a San Pietro e perciò indirettamente anche all'imperatore, doveva diventare la nuova capitale dell'Impero. La prima pietra della città, collocata dallo zar il 27 maggio 1703, conteneva l'iscrizione: «Nell'anno di grazia 1703, la città di San Pietroburgo fu costruita dallo zar e granduca Pëtr Alekseevič, imperatore di tutte le Russie».
Nella fortezza dell'isola Enisari - in finlandese «isola delle Lepri» - rinominata in russo Zajačij ostrov, Pietro I stabilì la corte con il tesoro reale, il tribunale e le prigioni, situate nel bastione Trubeckoj. Uno dei primi a esservi detenuto fu il figlio, lo zarevic Aleksej. Nel giugno del 1718, sotto tortura, confessò il suo tradimento, e il 7 luglio morì per le frustate ricevute. Fu sepolto al limitare della chiesa, sotto la scala del campanile.
Alla fortezza si accede per mezzo di due ponti in legno, quello di San Giovanni (ad est) e del Coronamento (ad ovest) attraverso sei porte: quelle di San Basilio, della Neva, di San Giovanni, del Coronamento, di San Nicola e quella di San Pietro. Il bastione Trubeckoj porta il nome di una famiglia di boiardi. Gli altri cinque bastioni della fortezza sono: il bastione Gosudarev  (Sovrano) dedicato a Pietro il Grande, il bastione Naryškin , altra famiglia di boiardi alla quale apparteneva la madre di Pietro, Natal'ja Kirillovna Naryškina, il bastione Menšikov , da Aleksandr Menšikov, consigliere dello zar, il bastione Zotov , da Nikita Zotov, già tutore di Pietro I, buffone di corte e ministro degli Esteri, e il bastione Golovkin , da Gavriil Golovkin, consigliere e ambasciatore.
Oltre al bastione Trubeckoj, adibito a prigione fu il rivellino Alekseevskij, dedicato ad Alessio I, padre di Pietro il Grande. Nella fortezza esiste anche il rivellino Ioannovskij, dedicato a Ivan V, il fratello maggiore di Pietro. Nel rivellino Alekseevskij fu rinchiuso dopo la morte di Pietro I Ivan Tichonovič Posoškov, suo consigliere, economista e occidentalista, che vi morì nel 1726. Nel maggio 1775 vi fu detenuta la principessa Tarakanova, che sosteneva di essere la figlia di Elisabetta I e costituiva perciò una minaccia per la zarina Caterina II la Grande. Trovata morta il 4 dicembre 1775, fu sepolta nel cortile del rivellino. Altra vittima di Caterina fu Aleksandr Nikolaevič Radiščev, l'autore nel 1790 del Viaggio da San Pietroburgo a Mosca. Ritenuto un critico del regime russo, fu gettato in prigione e, in un primo tempo condannato a morte, fu poi esiliato.

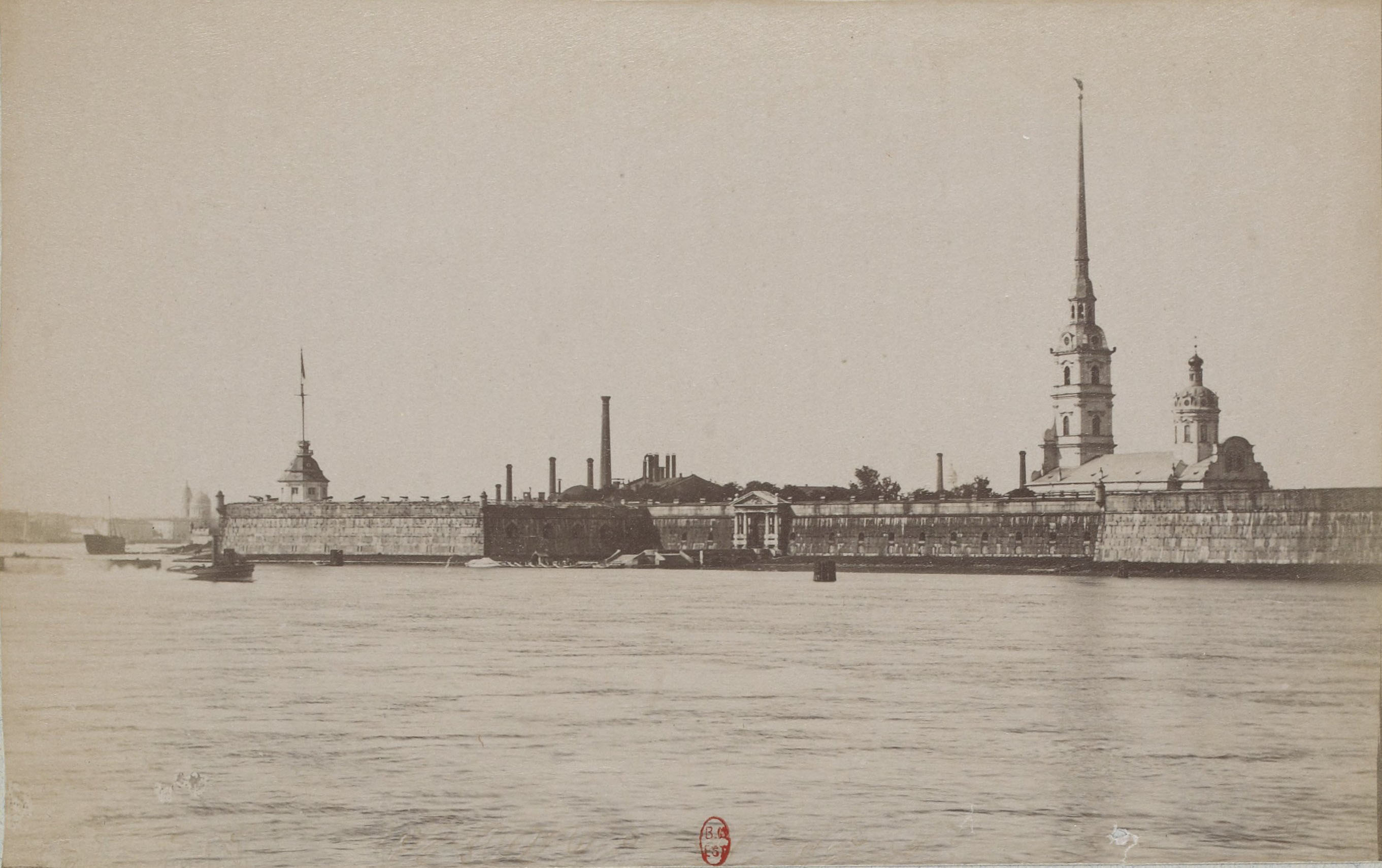
Veduta della fortezza nel XIX secolo

Durante il 1917, la fortezza venne attaccata dai soldati ammutinati del reggimento Pavlovskii il 12 marzo (27 febbraio per il calendario giuliano), che liberarono tutti i detenuti. Il generale Nikitin, comandante della fortezza, fu persuaso da Šul'gin a riconoscere il nuovo potere. Durante il periodo rivoluzionario del 1917 centinaia di ufficiali zaristi vennero imprigionati nella Fortezza per proteggerli dalla folla inferocita. Vi erano detenuti così tanti ufficiali che la Fortezza era stracolma.
Il 17 luglio quando i Bolscevichi organizzarono una grande manifestazione contro il governo di Aleksandr Fëdorovič Kerenskij - che questi denunciò essere un tentativo di colpo di Stato - la guarnigione della Fortezza forte di 8.000 uomini si dichiarò a favore dei Bolscevichi, e si arrese senza opporre resistenza il 19 luglio alla reazione delle forze governative.
Il 7 novembre, la fortezza tornò facilmente nelle mani dei bolscevichi. Dopo l'ultimatum del Soviet di Pietrogrado ai ministri rinchiusi nel Palazzo d'Inverno, dopo le salve di cannone sparate dall'incrociatore Aurora ormeggiato lungo la Neva, alle ore 21, i cannoni della fortezza spararono trenta o più colpi di cannone contro il Palazzo d'Inverno. Solo due proiettili arrivarono a segno producendo leggeri danni ed i difensori riuscirono, per il momento, a respingere gli assedianti. Alle 2,10 del mattino del giorno seguente il Palazzo d'Inverno venne conquistato dalle guardie rosse di Vladimir Antonov-Ovseenko ed i ministri vennero catturati e imprigionati nella Fortezza.
Essi furono gli ultimi prigionieri ad essere rinchiusi nella fortezza. Nel 1924 molti degli edifici vennero convertiti in museo. La struttura subì alcuni danni durante la Seconda guerra mondiale che vennero poi riparati alla fine della guerra, con un'opera di restauro che continua tuttora.
La fortezza di Pietro e Paolo è raffigurata sulla banconota da 50 rubli.

## Galleria d'immagini

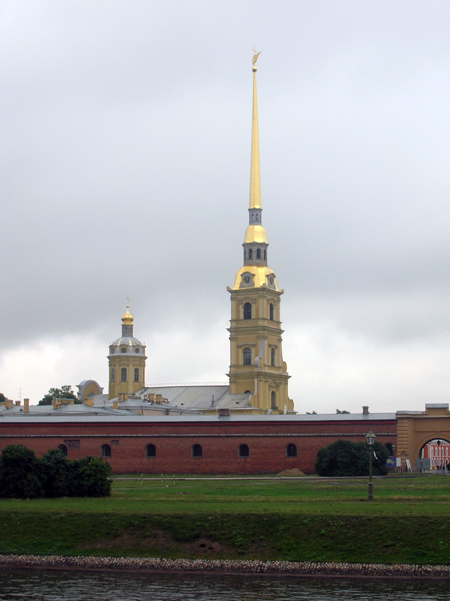
Cattedrale di San Pietro e Paolo.
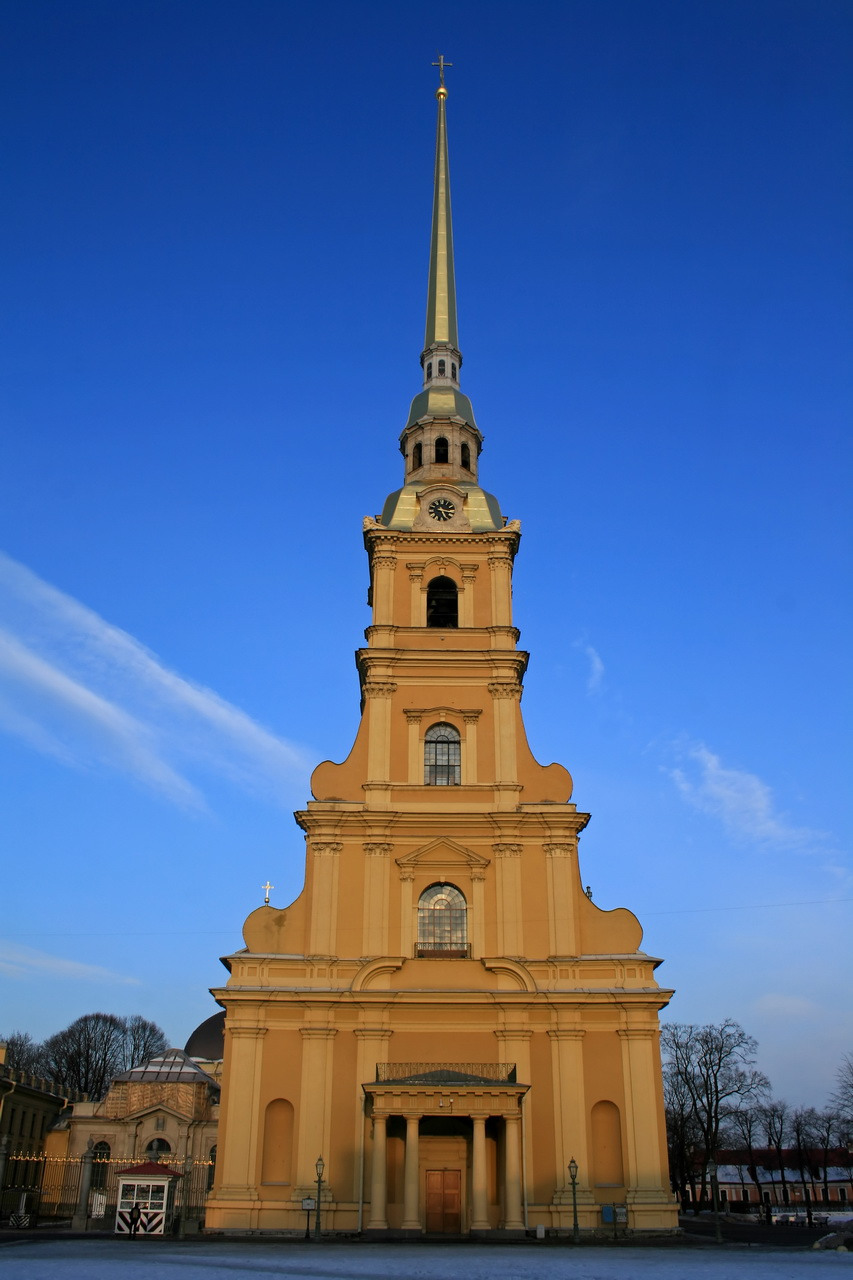
San Pietro e Paolo.
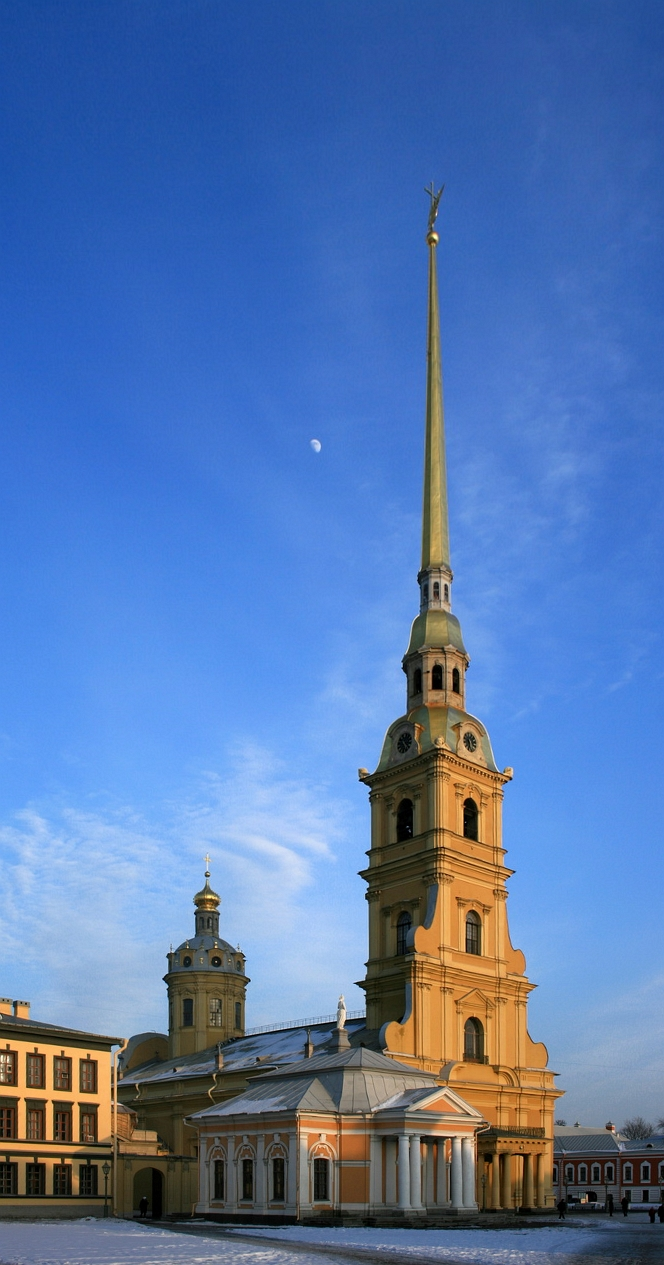
Veduta della chiesa.
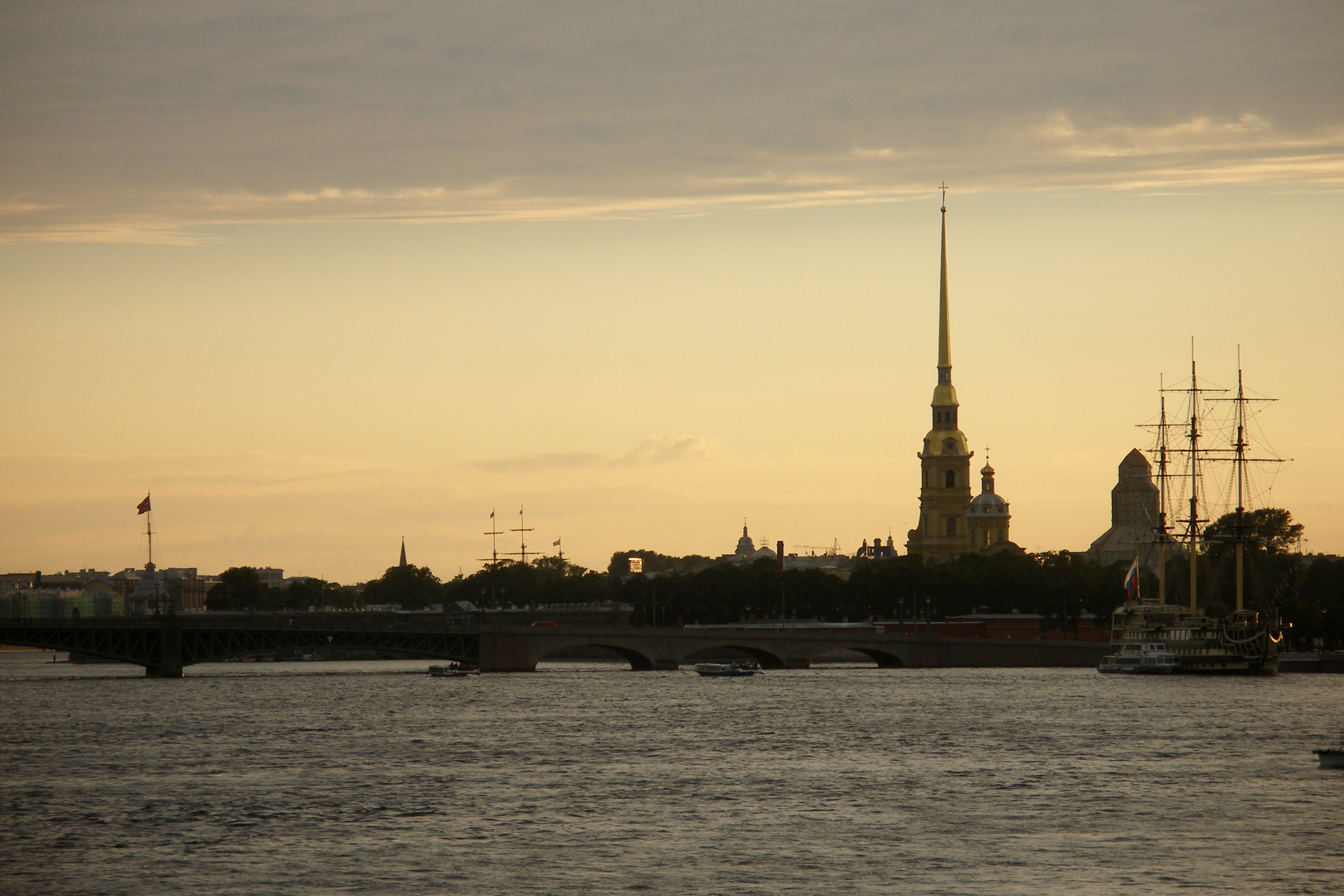
Fortezza di Pietro e Paolo. Una vista attraverso il fiume Neva.